# Paul Divjak

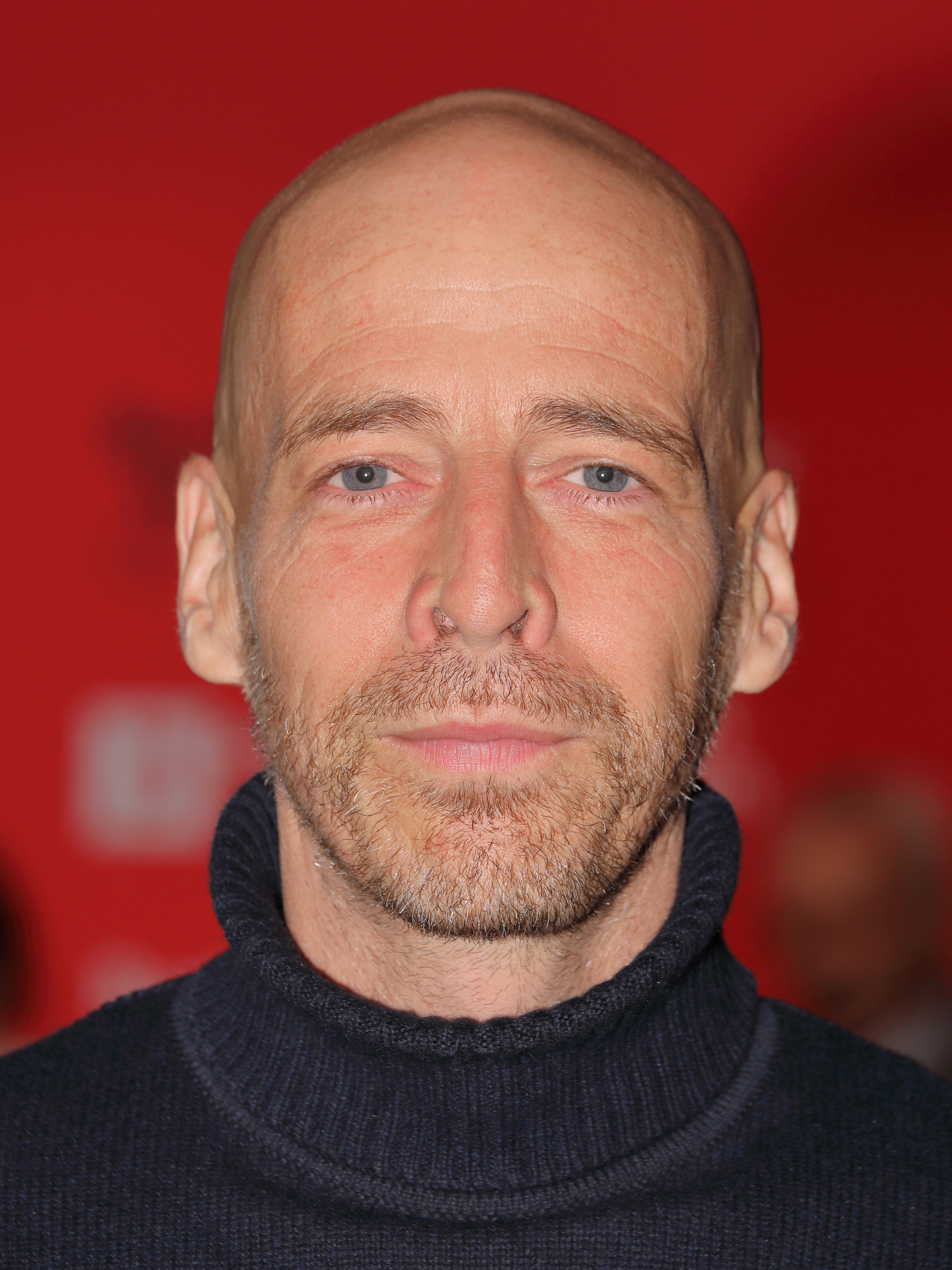
Paul Divjak (2024)

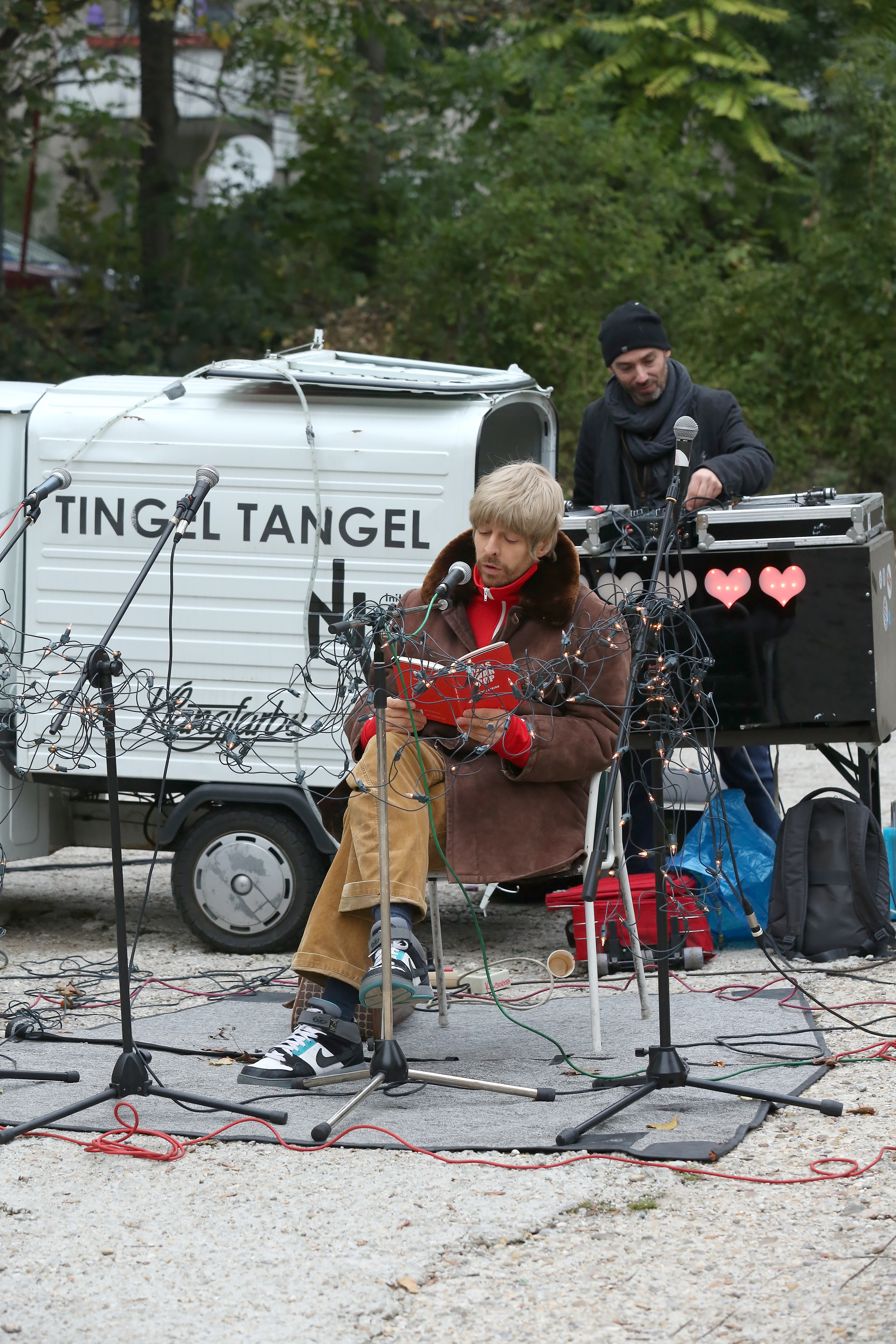
Paul Divjak (2014)

Paul Divjak (* 1970 in Wien) ist ein österreichischer Schriftsteller, Künstler, Kulturwissenschafter und Duftexperte.

## Leben & Werk
Paul Divjak studierte an der Zürcher Hochschule der Künste (ZHdK) und promovierte an der Universität Wien zum Doktor der Philosophie. Er ist transdisziplinär in den Bereichen Literatur, Film, Fotografie, Musik, Performance, Installation und Olfaktorik tätig. Divjak beschäftigt sich mit Phänomenen der Wahrnehmung, kulturellen Zeichensystemen und Fragen der individuellen wie kollektivierten Erinnerung.
Neben seiner theoretischen Auseinandersetzung mit dem Thema Duft und Gerüche, etwa im Essayband Der Geruch der Welt oder im Sachbuch Der parfümierte Mann, entwirft Paul Divjak Parfums (u. a. Wiener von Welten und Wienerin von Welten) und Duftinstallationen, u. a. Letztes Jahr in Jerusalem im Garten des Jüdischen Museums in Hohenems, Im Prater blüh‘n wieder die Bäume, mit der er im Rahmen des Wir sind Wien-Festivals 2016 durch einige Bezirke der Stadt tourte, und Der Geruch des Mondes im Rahmen der Ausstellung Der Mond für das Naturhistorische Museum Wien.
Darüber hinaus tritt Paul Divjak regelmäßig als Kolumnist in Erscheinung. 2011 und 2012 schrieb er für die Tageszeitung Der Standard gemeinsam mit dem Kulturjournalisten Thomas Edlinger die Kolumne Gemischter Satz. Im jüdischen Stadtmagazin WINA erscheint die Kolumne Urban Legends.

## Preise und Auszeichnungen (Auswahl)
- Flair de Parfum 2019[7]
- Lime Lab Förderpreis 2016[8]
- Österreichisches Staatsstipendium für Literatur 2009/2010
- Theodor-Körner-Preis für Wissenschaft und Kunst 2008
- Österreichisches Dramatikerstipendium 2006
- Wissenschaftsstipendium der Stadt Wien

## Werke (Auswahl)
- Winken. Hommage an eine bewegende Geste. Edition Atelier, Wien 2024.
- Dass die Bäume langsam sind, wissen wir, Ritter Verlag 2024
- Ich liebe Österreich, Österreich ist meine Lieblingsstadt, Ritter Verlag 2023
- Gespannte Gesichter und Die Trauer in den Fingerspitzen. Bemerkungen zu zwei Phänomenen. Hollitzer Verlag, Wien 2020, ISBN 978-3-99012-856-5.
- Der parfümierte Mann. Sachbuch. Edition Atelier, Wien 2020
- Dardanella. Roman. Ritterverlag, Klagenfurt 2019[9]
- Vorbereitungen auf die Gegenwart. Essay. Edition Atelier, Wien 2018
- Rebranding flugschrift. Literaturhaus Wien, 2018[10]
- Tamagotchi Tanzmusik. Prosa. Ritterverlag, Klagenfurt 2017
- Der Geruch der Welt. Essay. Edition Atelier, Wien 2016
- Das war Pop. Prosa. Ritterverlag, Klagenfurt 2014
- Unter einer leuchtend grünen Wiese verbirgt sich ein gespenstischer Frauenkopf in düsteren Farben. Ritterverlag, Klagenfurt 2011
- In der grauen Lagune. Czernin Verlag, Wien 2010
- Kinsky. Czernin Verlag, Wien 2007
- hinter der barriere. Ritterverlag, Klagenfurt 2006
- schattenfuge. edition selene, Wien 2002
- lichtstunden. edition selene, Wien 2000
- eisenbirne. edition selene, Wien 1999